# Убья (деревня)
У́бья (эст. Ubja) — деревня в волости Раквере уезда Ляэне-Вирумаа, Эстония.
До административной реформы местных самоуправлений Эстонии 2017 года относилась к волости Сымеру.

## География и описание
Расположена в 7 километрах к северо-востоку от уездного и волостного центра — города Раквере. Высота над уровнем моря — 71 метр.
Климат умеренный. Официальный язык — эстонский. Почтовый индекс — 44203.

## Население
По данным переписи населения 2011 года, в Убья проживали 269 человек, 232 (86,2 %) из них — эстонцы.
По данным переписи населения 2021 года, в деревне насчитывался 261 житель, из них 233 (89,3 %) — эстонцы.
Численность населения деревни Убья по данным переписей населения:
| Год  | 1959 | 1970  | 1979  | 1989  | 2000  | 2011  | 2021  |
| ---- | ---- | ----- | ----- | ----- | ----- | ----- | ----- |
| Чел. | 293  | ↘ 194 | ↗ 370 | ↘ 358 | ↘ 318 | ↘ 269 | ↘ 261 |

## История

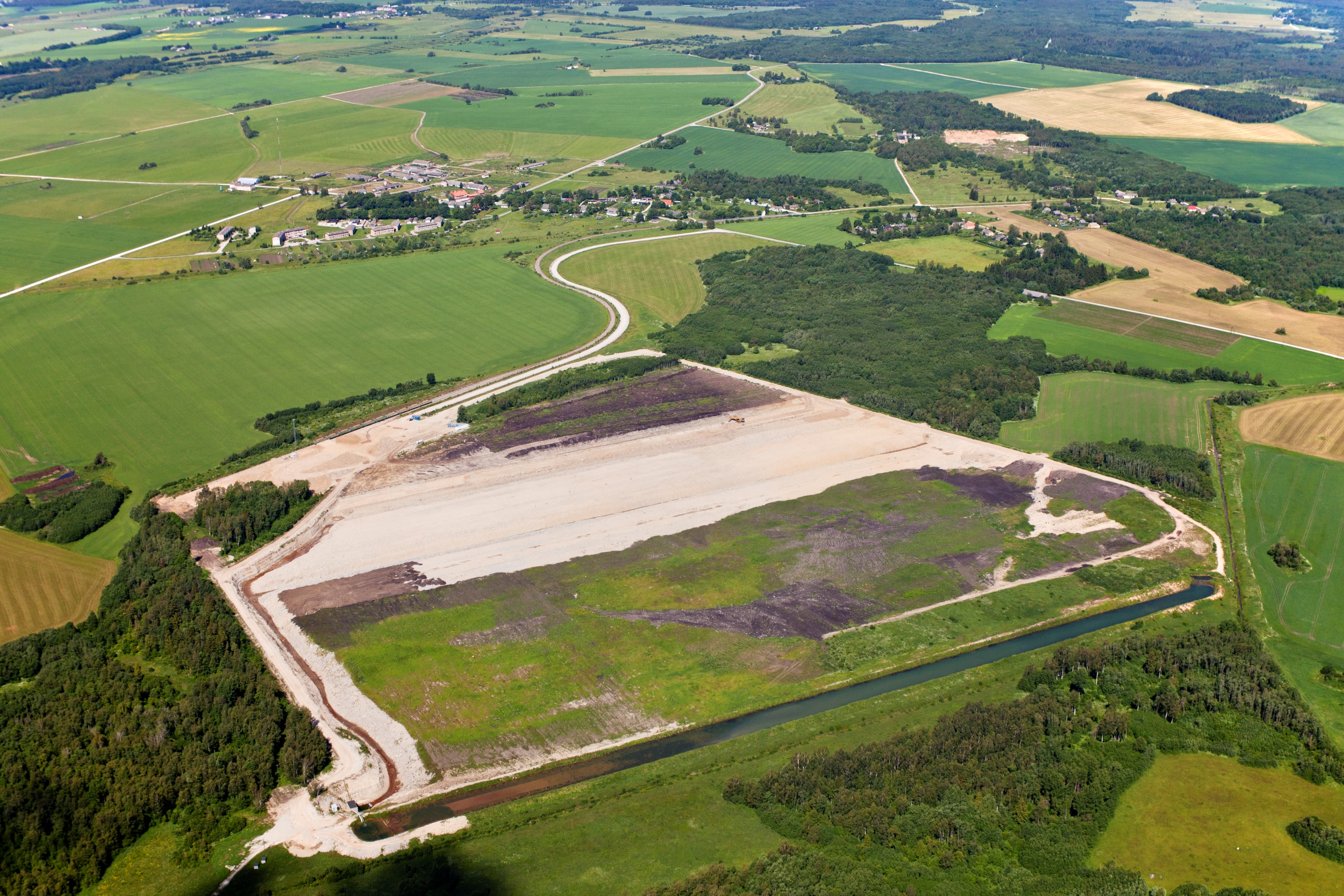
Сланцевый карьер в Убья

В Датской поземельной книге 1241 года деревня упоминается под названием Ubias, Vbias.
В XV веке деревня относилась к мызе Раквере, c 1614 года подчинялась мызе Ухтна.
На военно-топографических картах Российской Империи (1846–1863 годы), в состав которой входила Эстляндская губерния, обозначена мыза  Убья.
В советское время в главном здании мызы Убья находились конторы совхоза и колхоза. После отделения Эстонии от Советского Союза длинное и простое одноэтажное деревянное здание стояло пустым и быстро разрушилось. В ходе пожарных учений здание сожгли, и затем полностью ликвидировали в 2004 году. 21 мая 2008 года на месте бывшего здания мызы был открыт памятный знак.
Во времена Первой Эстонской Республики и советской власти в Убья находился карьер по добыче горючих сланцев, годовая добыча которого составляла около двадцати тысяч тонн.
В 2010 году в деревне был открыт музей, рассказывающий о памятных событиях и исторических фактах в жизни деревни.

## Инфраструктура
В сентябре 2011 года в деревне был открыт Центр досуга, где можно как играть в волейбол и баскетбол, тренироваться в спортзале, кататься на рулах, так и заниматься ткачеством и организовывать диско-вечера для детей. Центр был построен в бывшем вспомогательном здании мызы Убья, которое во времена существования в деревне колхоза выполняло функции мастерской и давало ночлег горожанам, приезжавшим на уборку картофеля.
В деревенском «Дневном центре» есть свой песенно-инструментальный ансамбль „Meie“ (с эст. «Мы», также «Наши»).
«Дневной центр» Убья осуществляет социальные услуги для жителей деревни как за плату, так и частично или полностью бесплатно в зависимости от материального положения. В нём работает центр семейных врачей, кружки по интересам для детей, взрослых, пенсионеров и людей с ограниченными возможностями, Интернет-пункт, прачечная, проводятся лекции, выставки и другие мероприятия.

### Комментарии
1. ↑  Эстонские топонимы, оканчивающиеся на -а и -я, не склоняются и не имеют женского рода (исключение — Нарва)